# Crotti (cognome)
Crotti è un cognome di lingua italiana.

## Varianti
Crotta, Crottini, Della Grotta, Grotta, Grottanelli, Grotti, Grotto, La Grotta, La Grutta.

## Origine e diffusione
Cognome tipicamente lombardo, è presente prevalentemente nel milanese.
Potrebbe derivare dal termine celtico crot, "arcuato"; potrebbe inoltre derivare dal toponimo Crotta d'Adda in provincia di Cremona.
La variante Grotta è panitaliana; La Grutta è siciliano.

## Persone
- Pippo Crotti, propr. Filippo Crotti (1978) – attore e comico italiano
- Renato Crotti (1921-2015) – imprenditore e scrittore italiano
- Ruggero Crotti (1924-2015) – giocatore di biliardo italiano